# 中国式家长
《中国式家长》是墨魚玩工作室开发，椰島遊戲发行的模擬養成遊戲，于2018年9月29日发售。

## 玩法
遊戲以「中國教育」為主軸，以「中國式」元素還原中國式的成長故事。在遊戲中，玩家扮演出生在普通中式家庭的孩子。遊戲模擬了遊戲角色從出生到高考的整段過程。每局游戏共48轮，玩家在每轮中安排游戏角色的学习计划，学习各种技能，达到家长所期待的目标。这些选择将决定游戏角色智商、情商、体魄、想象力、记忆力、魅力的发展。游戏角色有自我心理压力和父母满意度，玩家需要平衡两者。遊戲採取個性化培養系統，玩家可自主決定游戏角色未來的發展方向，游戏结局时，由角色特长决定最终的职业。游戏中有八十多种结局。此外，遊戲亦有面子對決、特長選秀、班級幹部選舉等桥段，並加入了校園戀愛的劇情。而游戏结束后，游戏角色将会成为下一代孩子的家長，并因其职业、性格、配偶，影响下一代的基础属性、零用钱等。

## 开发和发行
游戏制作人刘祯浩和杨葛一郎此前是一个游戏公司的同事，两人在前公司制作魔幻、三国、日式卡牌等题材游戏，但两人都喜欢玩模拟游戏，并觉得「中国式家长」这个现实主义的题材可做游戏，因此两人决定离职制作独立游戏。2017年，游戏开始开发。2018年春季，游戏基本完成。同年5月、6月，游戏的试玩版在网上开放。9月29日，遊戲正式登陸Steam和WeGame平台发售。游戏发售一天后，销量上升到Steam中国大陆区第二。10月3日，遊戲已登上Steam暢銷榜前10名。2019年1月29日，游戏免费增加女儿版内容。4月8日，游戏上架WeGame的国际版WeGameX。6月20日，游戏添加多种语言，其中英语为正式版，日语为测试版。
2020年6月6日，在INDIE Live Expo 2020独立游戏展会上，游戏官方宣布游戏销量超过280万，游戏的日语版将登录Nintendo Switch平台。7月22日，游戏从Steam中国大陆区和WeGame下架，官方发布公告表示：“由于游戏优化和调整，本作将在近期与玩家暂时告别一段时间，在不久的将来，等游戏内部优化完毕后会重新上架。已经拥有本作的玩家依然可以在Steam库正常下载和游玩。”8月20日，游戏登录Nintendo Switch平台。2022年5月，游戏手游版在Google Play由Littoral Games发行。
2022年5月，北京波浪科技公布角色扮演游戏《中国式相亲2》，称该游戏是《中国式家长》的精神续作。2023年2月14日，墨鱼玩游戏工作室发布声明，称《中国式相亲2》并非《中国式家长》团队制作人作品，前主美杨葛一郎很早就离开团队，但其多次未经同意以《中国式家长》制作人名义对外宣传，为自己的波浪科技谋取利益，涉嫌职务侵占，并阻挠《中国式家长》手游版和版号申请，墨鱼玩游戏工作室将会追究其法律责任。

## 评价
2018年9月30日，游戏在Steam评价为特别好评，好评率为89%；在Wegame上的推荐率为88.4%。
游民星空测评者亚恩给游戏打出6.9分，表示“《中国式家长》由于较为新奇与讨喜的题材，能让我回想起儿时的种种经历，游戏过程中确实也感触颇多。但其暴露出的各种问题也同时从一定程度上影响了我的游戏体验，尤其是较为粗糙并且表情一成不变的立绘让我出戏感十分严重，希望制作组能在后续更新中解决这个简单的问题。”
3DMGAME专栏作者万物皆虚给游戏打出6.5分，表示：“《中国式家长》作为一款独立游戏而言尚且还不错。有趣的玩法设计，丰富的养成要素，巧妙地采用了教育这一颇具争议性且能引发广大玩家共鸣的主题，作为一款小体量且售价低廉的独立游戏而言，已经是很不错的表现了。但游戏的问题却往往也来自这些优点，玩法有趣但缺乏深度和多样性，抛去情怀后内容单一、多周目体验没新意等，这些都使得游戏还有恒大的进步空间。作为曾轰动国内游戏圈的现象级作品，退去热度后的它，离玩家们所期望的中国式优质游戏还有一段不小的距离要追赶。”
人民日报对游戏的评价为：“一个游戏让人看到父母之不易，也看到教育之不易；对于父母而言，玩一玩这款游戏或许也有现实以外的体会；对于孩子而言，玩一玩这款游戏，可以对父母这个角色多几分体谅”。
Polygon的Khee Hoon Chan表示“流行文化中对中国父母有专横形象的刻板描绘，但这款游戏却并非如此。诚然，它也浓墨重彩地表现了中国式育儿中的巨大学习压力，比如在模拟考中只取得了「B」的成绩，你的家长就会大皱眉头，神色不满。但它还包含了许多温暖，有趣和出人意料的细节”。

## 外部連結
- Steam官方網站
- WeGame官方網站